# Liste der Naturdenkmäler in Reiskirchen
Die Liste der Naturdenkmäler in Reiskirchen nennt die auf dem Gebiet der Gemeinde Reiskirchen gelegenen Naturdenkmäler. Sie sind nach dem Hessischen Gesetz über Naturschutz und Landschaftspflege (Hessisches Naturschutzgesetz – HAGBNatSchG) § 12 geschützt und bei der unteren Naturschutzbehörde des Landkreises Gießen (Fachdienst 72 Naturschutz) eingetragen.
| Bild                          | Bezeichnung | Ortsteil, Lage                                                 | Beschreibung                                        | Art         | Nr.   |
| ----------------------------- | ----------- | -------------------------------------------------------------- | --------------------------------------------------- | ----------- | ----- |
| mehr Fotos \| Fotos hochladen | Dicke Eiche | Hattenrod, Gemarkung Hattenrod 50° 33′ 31,2″ N, 8° 50′ 52,1″ O | Einzelbaum 300 Jahre alt, 43 m Hoch, Umfang 545 cm. | Stiel-Eiche | ND 13 |

## Abgängige Naturdenkmäler
| Bild | Bezeichnung           | Ortsteil, Lage                                                 | Beschreibung                                                                         | Art       | Nr.   |
| ---- | --------------------- | -------------------------------------------------------------- | ------------------------------------------------------------------------------------ | --------- | ----- |
| BW   | Rotbuche sog. 'Braut' | Hattenrod, Gemarkung Hattenrod 50° 33′ 25,3″ N, 8° 50′ 39,9″ O | Einzelbaum, abgängig. 200 Jahre alt, 36 m hoch, 390 cm Umfang. Nach 1999 umgestürzt. | Rot-Buche | ND 15 |